# Риндт, Йохен

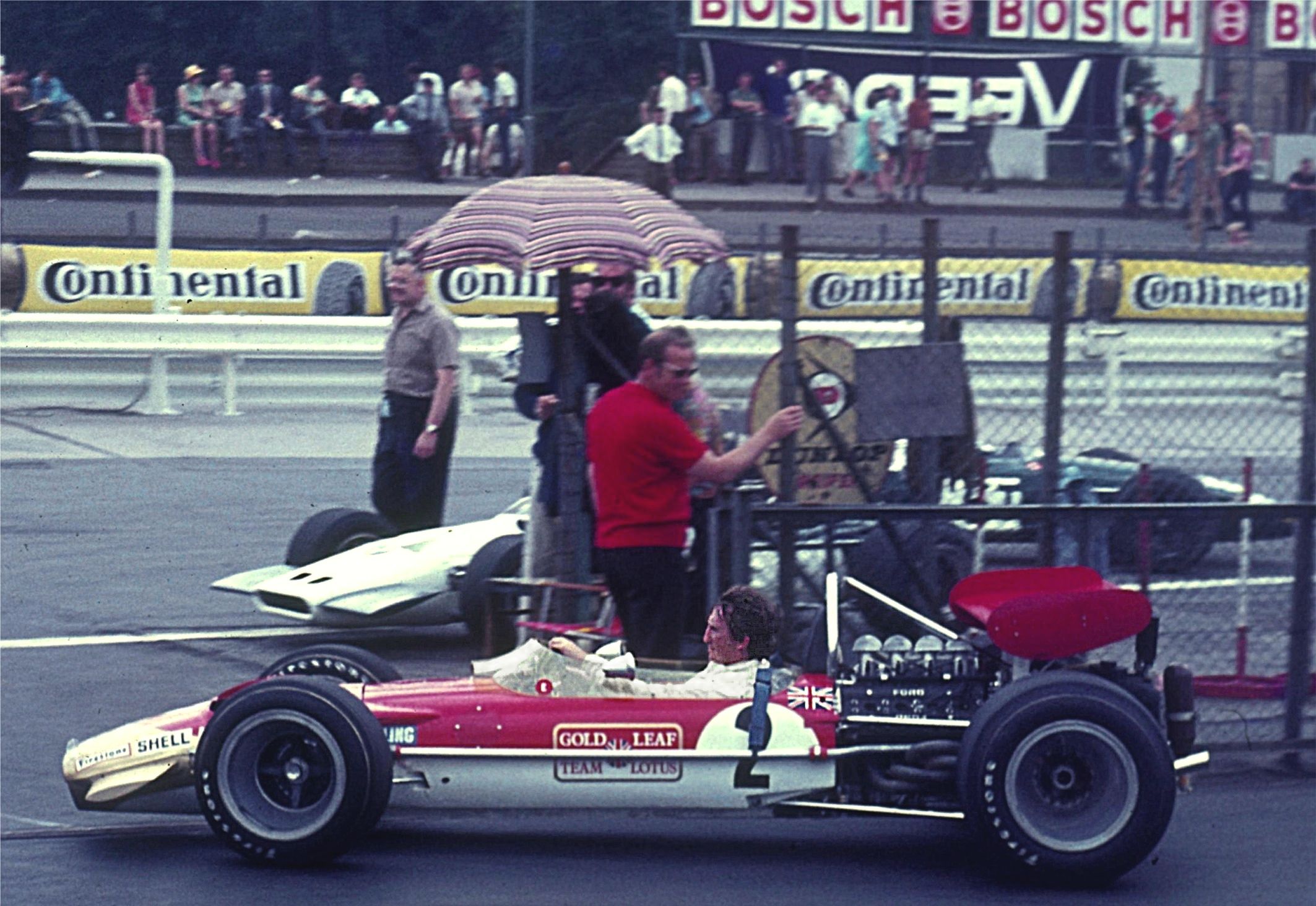
Йохен Риндт на Нюрбургринге в 1969 году

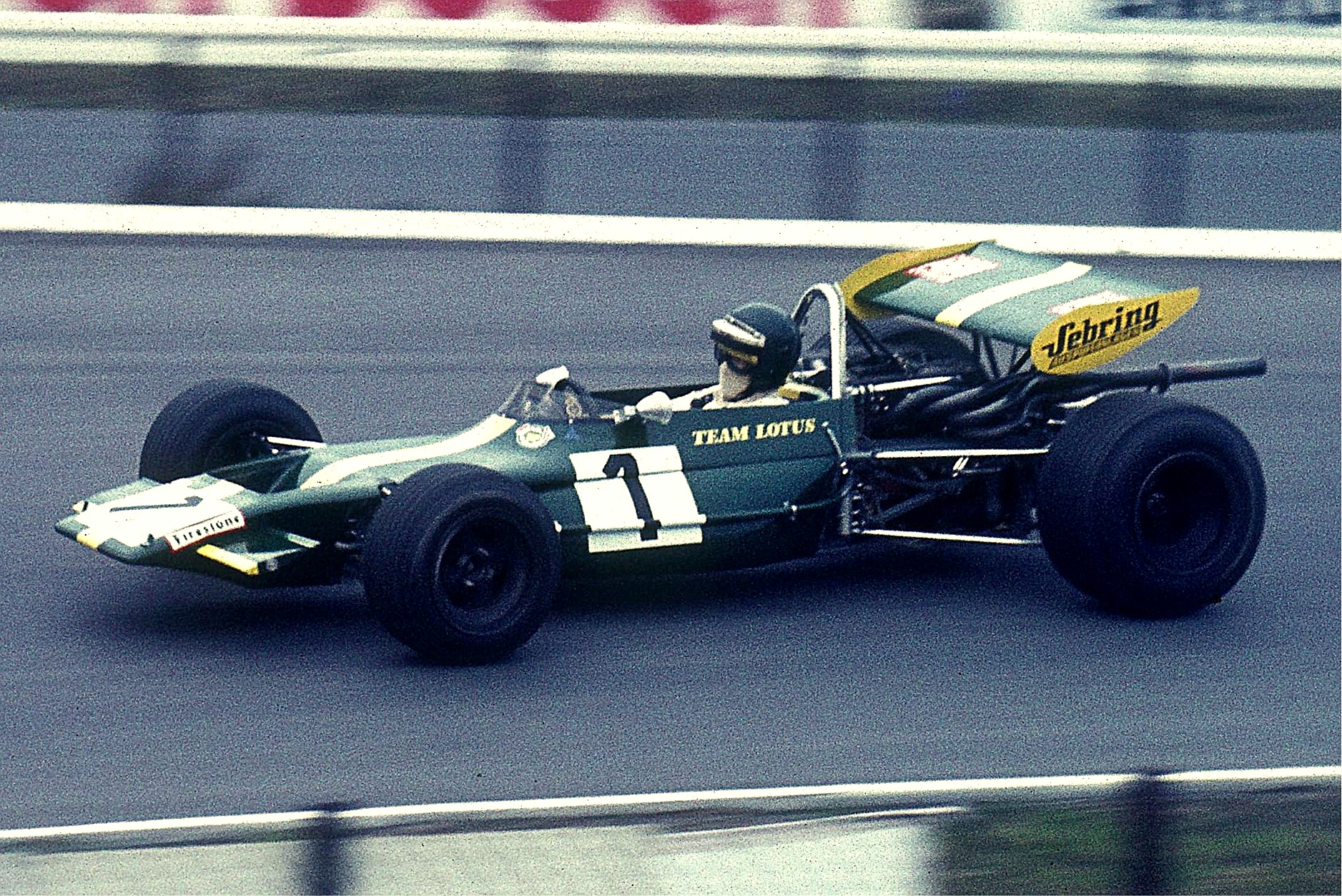
Йохен Риндт управляет болидом Лотус Формулы-2 в 1970 году

Карл Йо́хен Риндт (нем. Karl Jochen Rindt), известный как Йо́хен Риндт (нем. Jochen Rindt, 18 апреля 1942, Майнц — 5 сентября 1970, Монца) — австрийский автогонщик, чемпион мира 1970 года по автогонкам в классе Формула-1. Единственный в истории гонщик Формулы-1, получивший чемпионский титул посмертно, так как разбился во время Гран-при Италии, но заработанных на предыдущих этапах очков хватило для завоевания чемпионского титула.

## Биография
Йохен Риндт родился в Майнце, но после того, как его родители погибли в результате бомбардировки в Гамбурге во время Второй мировой войны, он переехал жить к своим бабушке и дедушке в Грац в Австрии, где вырос и начал заниматься автоспортом в 1961 году.
В 1963 году он дебютировал в Формуле-Юниор за рулём Cooper (1 победа), а через год — в Формуле-2 на Brabham.
Несмотря на большие успехи в Формуле-2 (29 побед, в том числе в 1964 году в Лондон Трофи), Риндт нацелил свой выбор на автомобили Формулы-1, хотя и продолжал выступать параллельно в обоих классах вплоть до своей гибели.
Кроме того, Риндт выступал в гонках на выносливость. Он четырежды стартовал «24 часах Ле-Мана» и выиграл гонку 1965 года в паре с Мастеном Грегори на Ferrari 250 LM. В том же году он победил в марафоне «500 километров Цельтвега».
Риндт также участвовал в гонках Индианаполис-500 в 1967 и 1968 годах, но финишировал там не выше 24 места. 

## Формула-1
Риндт дебютировал в Формуле-1 в команде Роба Уокера в 1964 на Гран-при Австрии. Это был его единственный Гран-при этого года. С 1965 по 1967 год Риндт выступал за Cooper, набрав 32 очка в 29 гонках. В 1968 году Риндт выступал за Brabham, но этот сезон был не таким удачным, как он надеялся, из-за технических проблем. 
Риндта отмечали как необычайно быстрого гонщика с прекрасным контролем над машиной и рефлексами, но он редко имел автомобиль равный его таланту вплоть до 1969 года, когда он перешёл в Lotus и взлетел там на вершину своей карьеры. Риндт добился первой победы в качестве гонщика Формулы-1 на Гран-при США в Уоткинс Глен. Он закончил этот год с 22 очками, что принесло ему четвёртое место в Чемпионате мира среди пилотов. 
Риндт являлся противоположностью Колина Чепмена, как человек, предпочитавший техническую стабильность, в противовес Чепмену, стремившемуся к постоянным новшествам и изобретениям, но эти двое составляли успешное партнёрство. Для Риндта сезон 1970 года начался с драматической, в последнем повороте, победы в Монако. После этого вооружённый, возможно, самой великой машиной Формулы-1 всех времён, Lotus 72, Риндт выиграл четыре Гран-при в Голландии, Франции, Великобритании и Германии.

## Гибель
Во время тренировки на Гран-при Италии 1970 года в Монце, близ Милана, Чепмен и Риндт решили последовать примеру Джеки Стюарта (Tyrrell) и Денни Халма (McLaren) и выехать на трассу без крыльев в попытке уменьшить сопротивление воздуха и получить более высокую скорость. Более мощные Ferrari были на 10 миль/ч (16 км/ч) быстрее, чем Lotus на предыдущей гонке в Австрии. Партнёр Риндта по команде Джон Майлз был не удовлетворён «бескрылой» настройкой машины в пятничной практике, сообщив, что машина «не хочет ехать прямо». Риндт не отмечал таких проблем и сказал, что автомобиль без крыльев будет «почти на 800 об/мин быстрее на прямой». Чепмен предпочел мнение Риндта.
На следующий день Риндт ехал с более высокими передаточными числами, чтобы воспользоваться уменьшением сопротивления, увеличив максимальную скорость до 330 км/ч. На пятом круге Риндта в последней тренировочной сессии, Халм, следовавший за ним, сообщил о том, что при торможении перед Параболикой «автомобиль Йохена стал слегка рыскать, а затем резко свернул влево на отбойник». Сочленение отбойника отсоединилось, и автомобиль поднырнув под отбойник врезался в стойку. Передняя часть автомобиля была разрушена. Хотя Риндт был срочно отправлен в госпиталь, он был объявлен мёртвым. Риндт, незадолго до этого неохотно согласившийся на использование простого поясного ремня безопасности, при ударе сполз вниз, где пряжка ремня разрезала ему горло. Он был вторым лидером команды Lotus, погибшим в течение двух лет, после Джима Кларка, разбившегося в 1968 году в Хоккенхайме. Итальянским судом позже было установлено, что авария была инициирована неисправностью переднего правого тормозного вала автомобиля, но смерть Риндта была вызвана плохо установленным отбойником.
Риндт был похоронен на центральном кладбище (Zentralfriedhof) в Граце.
На момент своей смерти Риндт выиграл пять из десяти Гран-при и уверенно лидировал в Чемпионате пилотов. Теоретически в последних трёх гонках сезона его мог бы догнать только Жаки Икс на Ferrari. Однако товарищ Риндта по команде Lotus Эмерсон Фиттипальди выиграл предпоследний Гран-при в Уоткинс Глен, лишив Икса шансов завоевать титул, и Риндт стал единственным в истории автоспорта посмертным чемпионом мира. Трофей был вручён его вдове Нине Риндт, урождённой Линкольн, дочери финского гонщика Курта Линкольна.

## Результаты выступлений в Формуле-1
| Легенда к таблице |                                                                    |
| --- | ------------------------------------------------------------------ |
| В таблице перечислены результаты всех Гран-при Формулы-1, в которых принимал участие гонщик. Строками таблицы являются сезоны, столбцами — этапы чемпионата мира. В каждой клетке указаны сокращённое название этапа и результат, дополнительно обозначенный цветом. Расшифровка обозначений и цветов представлена в нижеследующей таблице. |                                                                    |
| \| Пример \| Описание \| \| ------------ \| ------------------------------------------------------------------ \| \| 1 \| Победитель \| \| 2 \| Второе место \| \| 3 \| Третье место \| \| 5 \| Финишировал, заработав очки \| \| Сход \| Не финишировал, но при этом заработал очки \| \| 12 \| Финишировал, не получив очков \| \| НКЛ \| Финишировал, но не попал в финальную классификацию \| \| 15 \| Участвовал вне зачёта, либо по отдельной классификации \| \| 18 \| Не финишировал, но попал в финальную классификацию \| \| Сход \| Не финишировал \| \| НКВ \| Не прошёл квалификацию \| \| НПКВ \| Не прошёл предквалификацию \| \| ДСК \| Дисквалифицирован \| \| ИСК \| Исключён из протокола соревнований \| \| ТТ \| Заявлен для участия только в тренировках \| \| НС \| Участвовал в квалификации, но не стартовал в гонке \| \| Т \| Травмирован или болен \| \| ОТК \| Отказ от участия \| \| НТР \| Прибыл на соревнования, но на трассу не выезжал \| \| НПР \| Был заявлен в числе участников, но не прибыл к началу соревнований \| \| О \| Соревнования отменены \| \| \| Не участвовал \| \| Поул-позиция \| \| \| Быстрый круг \| \| |                                                                    |
| Пример | Описание                                                           |
| 1 | Победитель                                                         |
| 2 | Второе место                                                       |
| 3 | Третье место                                                       |
| 5 | Финишировал, заработав очки                                        |
| Сход | Не финишировал, но при этом заработал очки                         |
| 12 | Финишировал, не получив очков                                      |
| НКЛ | Финишировал, но не попал в финальную классификацию                 |
| 15 | Участвовал вне зачёта, либо по отдельной классификации             |
| 18 | Не финишировал, но попал в финальную классификацию                 |
| Сход | Не финишировал                                                     |
| НКВ | Не прошёл квалификацию                                             |
| НПКВ | Не прошёл предквалификацию                                         |
| ДСК | Дисквалифицирован                                                  |
| ИСК | Исключён из протокола соревнований                                 |
| ТТ | Заявлен для участия только в тренировках                           |
| НС | Участвовал в квалификации, но не стартовал в гонке                 |
| Т | Травмирован или болен                                              |
| ОТК | Отказ от участия                                                   |
| НТР | Прибыл на соревнования, но на трассу не выезжал                    |
| НПР | Был заявлен в числе участников, но не прибыл к началу соревнований |
| О | Соревнования отменены                                              |
| | Не участвовал                                                      |
| Поул-позиция |                                                                    |
| Быстрый круг |                                                                    |

| Сезон | Команда                     | Шасси        | Двигатель                   | Ш | 1        | 2        | 3        | 4        | 5        | 6        | 7        | 8        | 9        | 10       | 11       | 12       | 13  | Место | Очки    |
| ----- | --------------------------- | ------------ | --------------------------- | - | -------- | -------- | -------- | -------- | -------- | -------- | -------- | -------- | -------- | -------- | -------- | -------- | --- | ----- | ------- |
| 1964  | RRC Walker Racing Team      | Brabham BT11 | BRM P56 1,5 V8              | D | МОН      | НИД      | БЕЛ      | ФРА      | ВЕЛ      | ГЕР      | АВТ Сход | ИТА      | США      | МЕК      |          |          |     | —     | 0       |
| 1965  | Cooper Car Co               | Cooper T73   | Coventry Climax FWMV        | D | ЮАР Сход |          |          |          |          |          |          |          |          |          |          |          |     | 13    | 4       |
| 1965  | Cooper Car Co               | Cooper T77   | Coventry Climax FWMV        | D |          | МОН НКВ  | БЕЛ 11   | ФРА Сход | ВЕЛ 14   | НИД Сход | ГЕР 4    | ИТА 8    | США 6    | МЕК Сход |          |          |     | 13    | 4       |
| 1966  | Cooper Car Co               | Cooper T81   | Maserati Tipo 9/F1 3,0 V12  | D | МОН Сход | БЕЛ 2    | ФРА 4    | ВЕЛ (5)  | НИД Сход | ГЕР 3    |          |          |          |          |          |          |     | 3     | 22 (24) |
| 1966  | Cooper Car Co               | Cooper T81   | Maserati Tipo 9/F1 3,0 V12  | F |          |          |          |          |          |          | ИТА 4    | США 2    | МЕК Сход |          |          |          |     | 3     | 22 (24) |
| 1967  | Cooper Car Co               | Cooper T81   | Maserati Tipo 9/F1 3,0 V12  | F | ЮАР Сход | МОН Сход |          |          |          |          |          | КАН Сход |          |          |          |          |     | 12    | 6       |
| 1967  | Cooper Car Co               | Cooper T81B  | Maserati Tipo 10/F1 3,0 V12 | F |          |          | НИД Сход | БЕЛ 4    | ФРА Сход |          |          |          |          | США Сход | МЕК      |          |     | 12    | 6       |
| 1967  | Cooper Car Co               | Cooper T86   | Maserati Tipo 10/F1 3,0 V12 | F |          |          |          |          |          | ВЕЛ Сход | ГЕР Сход |          | ИТА 4    |          |          |          |     | 12    | 6       |
| 1968  | Brabham Racing Organisation | Brabham BT24 | Repco 740 3,0 V8            | G | ЮАР 3    | ИСП Сход | МОН Сход |          |          |          |          |          |          |          |          |          |     | 12    | 8       |
| 1968  | Brabham Racing Organisation | Brabham BT26 | Repco 860 3,0 V8            | G |          |          |          | БЕЛ Сход | НИД Сход | ФРА Сход | ВЕЛ Сход | ГЕР 3    | ИТА Сход | КАН Сход | США Сход | МЕК Сход |     | 12    | 8       |
| 1969  | Gold Leaf Team Lotus        | Lotus 49B    | Ford Cosworth DFV 3,0 V8    | F | ЮАР Сход | ИСП Сход | МОН      | НИД Сход | ФРА Сход | ВЕЛ 4    | ГЕР Сход | ИТА 2    | КАН 3    | США 1    | МЕК Сход |          |     | 4     | 22      |
| 1970  | Gold Leaf Team Lotus        | Lotus 49C    | Ford Cosworth DFV 3,0 V8    | F | ЮАР 13   |          |          |          |          |          |          |          |          |          |          |          |     | 1     | 45      |
| 1970  | Gold Leaf Team Lotus        | Lotus 72     | Ford Cosworth DFV 3,0 V8    | F |          | ИСП Сход |          |          |          |          |          |          |          |          |          |          |     | 1     | 45      |
| 1970  | Gold Leaf Team Lotus        | Lotus 72C    | Ford Cosworth DFV 3,0 V8    | F |          |          | МОН 1    | БЕЛ Сход | НИД 1    | ФРА 1    | ВЕЛ 1    | ГЕР 1    | АВТ Сход | ИТА НС†  | КАН      | США      | МЕК | 1     | 45      |

### Комментарии
1. ↑  До 1990 года в зачёт чемпионата мира в гонках Формулы-1 шли не все очки, заработанные гонщиком, а лишь несколько лучших результатов (см. Система начисления очков в Формуле-1). Число вне скобок означает очки, зачтённые в чемпионате, число в скобках обозначает общее количество очков, заработанных гонщиком в сезоне.
2. ↑  Совершил «хет-трик»: стартовал с поул-позиции, показал быстрый круг в гонке и победил.